# Stephen J. Cannell
Stephen Joseph Cannell (Los Angeles, 5 febbraio 1941 – Pasadena, 30 settembre 2010) è stato un produttore televisivo, sceneggiatore, produttore cinematografico, regista, scrittore e attore statunitense.

## Biografia
Nato a Los Angeles, California, e cresciuto in una villa nei pressi di Pasadena. Figlio di Carolyn Baker e Joseph Knapp Cannell, proprietario di una catena di negozi di arredamento. Si laurea all'Università dell'Oregon, con un Bachelor of Science in Giornalismo.

### Carriera
Dopo gli studi, Cannell lavora per diversi anni per i negozi di famiglia; successivamente riesce a presentare e vendere alla Universal una sceneggiatura per la serie televisiva Operazione ladro. Viene ingaggiato dalla succursale televisiva degli Studios, scrivendo come freelance per telefilm polizieschi come Ironside e Colombo.
Del 1971 entra a far parte del team di sceneggiatori della serie televisiva Adam-12, dalla quarta stagione in poi. Nel corso degli anni continua a collaborare con la Universal, creando e scrivendo le sceneggiature per note serie televisive come Agenzia Rockford, La squadriglia delle pecore nere, Ralph supermaxieroe, Hardcastle & McCormick e Riptide, molte delle quali in collaborazione con Frank Lupo.
Nel 1979 fonda la Stephen J. Cannell Productions e diversi anni dopo i Cannell Studios, creando e producendo numerosi serie televisive di successo che hanno caratterizzato quegli anni, A-Team, 21 Jump Street e Renegade. Cannell ha avuto anche varie esperienze come attore, partecipando ad alcune serie da lui prodotte. È apparso in Due poliziotti a Palm Beach, Un detective in corsia e Pacific Blue, è più volte apparso nella serie TV Renegade, nel ruolo ricorrente di Donald "Dutch" Dixon. Ha recitato inoltre nel film diretto da Mario Van Peebles Posse - La leggenda di Jessie Lee. È apparso anche nel telefilm Castle nei panni di se stesso come amico e conoscente del personaggio protagonista Rick Castle.
Nel corso della sua lunga carriera ha creato 40 serie televisive, sceneggiato più di 450 episodi e prodotto oltre 1500 episodi. Dalla metà degli anni novanta inizia l'attività di romanziere, pubblicando diversi romanzi dal 1996 a oggi. Nel 2001 pubblica il primo romanzo dedicato al personaggio del detective Shane Scully del Los Angeles Police Department.
Nel 2009, con la sua Stephen J. Cannell Productions e assieme alla 20th Century Fox, produce l'adattamento cinematografico di A-Team, una delle sue serie televisive di maggior successo.

### Vita privata
Cannell ha vissuto a Los Angeles con la moglie Marcia. Aveva due figlie, Tawnia e Chelsea, e un figlio di nome Cody. La coppia aveva inoltre un figlio di nome Derek, deceduto nel 1981 all'età di quindici anni, quando un castello di sabbia che stava costruendo è crollato soffocandolo.
Nonostante sia stato uno scrittore per gran parte della sua vita, Cannell ha sofferto di dislessia, disturbo che gli ha causato diversi problemi sia durante gli studi sia nella sua professione. Per questo Cannell si è fatto promotore di diverse campagne di sensibilizzazione e ha parlato apertamente del suo disturbo nel documentario Dislecksia: The Movie.
È deceduto nel 2010 a 69 anni a seguito di un melanoma, poco tempo prima dell'uscita mondiale del film A-Team.
In seguito alla sua morte, nel ventunesimo episodio della terza stagione di Castle, il protagonista conduce un giovane collega alla sua serata di poker tra scrittori; quando l'ospite sta per sedersi su una sedia, gli altri lo fermano spiegando che viene tenuta vuota in omaggio al defunto Cannell.

## Filmografia

### Cinema
- Charley Hannah, regia di Peter H. Hunt (1986)
- Identity Crisis, regia di Melvin Van Peebles (1989)
- Paint It Black - Quando il destino si tinge di nero (Paint It Black), regia di Tim Hunter (1989)
- L'ultimo boy scout (The Last Boy Scout), regia di Tony Scott (1991)
- Buona fortuna, Mr. Stone (The Pickle), regia di Paul Mazursky (1993)
- Posse - La leggenda di Jessie Lee (Posse), regia di Mario Van Peebles (1993)
- I nuovi guerrieri (Ring of Steel), regia di David Frost (1994)
- Sole rosso sangue (Red Sun Rising), regia di Francis Megahy (1994)
- La vita a modo mio (Nobody's Fool), regia di Robert Benton (1994)
- Too Fast Too Young, regia di Tim Everitt (1996)
- CHiPs '99, regia di Jon Cassar (1998)
- The contract - patto di sangue (The Contract), regia di Steven R. Monroe (1999)
- Double Whammy, regia di Tom DiCillo (2001)
- Infiltrato speciale (Half Past Dead), regia di Don Michael Paul (2002)
- Dead Above Ground, regia di Chuck Bowman (2002)
- Threshold, regia di Chuck Bowman (2003)
- Tremors 4 - Agli inizi della leggenda (Tremors 4: The Legend Begins), regia di Steven Seth Wilson (2004)
- Trudeau II: Maverick in the Making, regia di Tim Southam (2005)
- Ice Spiders - Terrore sulla neve (Ice Spiders), regia di Tibor Takacs (2007)
- The Steam Experiment, regia di Philippe Martinez (2009)

### Televisione
- Premiata agenzia Whitney, 1 episodio (1980)
- Magnum, P.I., 1 episodio (1986)
- Hunter, 1 episodio (1990)
- Santa Barbara, 1 episodio (1991)
- Due poliziotti a Palm Beach, 2 episodi (1992-1996)
- Renegade, 110 episodi (1992-1998)
- Love & War, 1 episodio (1994)
- Un detective in corsia, 3 episodi (1997-1999)
- Pacific Blue, 2 episodi (1999-2000)
- V.I.P. Vallery Irons Protection, 1 episodio (2001)
- Army Wives - Conflitti del cuore, 1 episodio (2008)
- Castle - serie TV, episodi 1x01-2x01-2x24 (2009)

## Opere sceneggiate
- Adam-12 (1971-1973)
- Toma (1973-1974)
- Agenzia Rockford (1974-1980)
- La città degli angeli (1976)
- La squadriglia delle pecore nere (1976-1977)
- Baretta (1975-1978)
- Ralph supermaxieroe (1981-1986)
- Hardcastle & McCormick (1983-1986)
- A-Team (1983-1987)
- Riptide (1985-1986)
- Booker (1989-1990)
- Oltre la legge - L'informatore (Wiseguy) (1987-1990)
- I quattro della scuola di polizia (1987-1991)
- Crimini misteriosi (1989)
- Due poliziotti a Palm Beach (1991-1992)
- Street Justice (1991)
- Il commissario Scali (1993-1994)
- Profit (1996)

## Opere
Serie Shane Scully
- The Tin Collectors (2001)    (I collezionisti di destini) Ed.GARGOYLE 2012
- The Viking Funeral (2002)
- Hollywood Tough (2003)
- Vertical Coffin (2004)
- Cold Hit (2005)
- White Sister (2006)
- Three Shirt Deal (2007)
- On the Grind (2009)

Altri romanzi
- The Plan (1996)
- Final Victim (1997)
- L'ultima mossa (King Con) (1998)
- Riding the Snake (1999)
- The Devil's Workshop (2000)
- Runaway Heart (2003)
- At First Sight (2008)

## Doppiatori italiani
Nelle versioni in italiano delle opere in cui ha recitato, Stephen J. Cannell è stato doppiato da:
- Dario Penne in Infiltrato speciale, Castle
- Mauro Bosco in Renegade
- Romano Malaspina in CHiPs '99